# Буковик (Грчка)
Буковик или Буково (Оксија) је насеље у Грчкој у општини Преспа, периферија Западна Македонија. Према попису из 2021. године било је 12 становника.

## Географија
Буковик је удаљен око 35 km југозападно од града Лерин (Флорина), који се налази близу Малог Преспанског језера.

## Становништво
На попису из 1991. године Буковик је иаао 26 становника, Аромуна досељених из Епира.
Преглед становништва у свим пописним годинама од 1940. до 2001:
| Година       | 1940 | 1951 | 1961 | 1971 | 1981 | 1991 | 2001 |
| ------------ | ---- | ---- | ---- | ---- | ---- | ---- | ---- |
| Становништво | 147  | 0    | 75   | 39   | 200  | —    | 30   |